# Alphonse de Lamartine
Pour les articles homonymes, voir Lamartine.
Alphonse Marie Louis de Prat de Lamartine, né le 21 octobre 1790 à Mâcon et mort le 28 février 1869 à Paris, est un poète, romancier, dramaturge, historien et homme politique français. Il est l'une des grandes figures du romantisme en France. Il participe également à la révolution de 1848 et proclame la Deuxième République.
Il passe son enfance en Bourgogne du sud, en particulier à Milly, qui nourrira son inspiration poétique, et se forme au collège à Lyon puis à Belley avant de revenir dans le Mâconnais où il mène une vie de jeune homme oisif et séducteur. Il voyage en Italie et occupe une éphémère fonction militaire auprès de Louis XVIII. En octobre 1816, en cure à Aix-les-Bains, la rencontre avec une jeune femme mariée, Julie Charles, marque un tournant décisif dans la vie du poète mais leur histoire d'amour passionnée vire à la tragédie lorsque Julie, restée à Paris, meurt en décembre 1817. Alphonse de Lamartine écrit alors les poèmes des Méditations dont le recueil est publié en 1820 et obtient un succès fulgurant. Il épouse la même année Mary Ann Elisa Birch, une jeune Anglaise, et occupe des fonctions de secrétaire d'ambassade en Italie avant de démissionner en 1830. Il publie durant cette période d'autres œuvres poétiques comme, en 1823, les Nouvelles Méditations poétiques et La Mort de Socrate, ou encore, en juin 1830, les Harmonies poétiques et religieuses après avoir été élu à l’Académie française en 1829.
En 1830, il décide d'entrer en politique en se ralliant à la monarchie de Juillet mais échoue à la députation. Il effectue alors un voyage en Orient, où il visite la Grèce, le Liban et les lieux saints du christianisme, relaté dans Voyage en Orient et marqué par le drame de la mort de sa fille Julia. De 1833 à 1837, Lamartine est élu député du Nord. Il joue un rôle important au moment de la révolution de 1848, proclamant la République, et assure pendant trois mois le poste de député siégeant à la commission exécutive au gouvernement provisoire. Il se retire de la vie politique après sa lourde défaite à l’élection présidentielle de 1848, alors que Louis-Napoléon Bonaparte l’emporte.
Lourdement endetté, il vend le domaine de Milly en 1860 et écrit des œuvres alimentaires comme de nombreuses compilations historiques, son Cours familier de littérature (1856-1869), et d'autres œuvres moins décriées mais demeurant mineures telles que Le Tailleur de pierres de Saint-Point en 1851. Son dernier grand poème La Vigne et la Maison est écrit en 1857.
Alphonse de Lamartine meurt en 1869, à 78 ans, et repose dans le caveau familial au cimetière communal, le long du mur du parc du château de Saint-Point qu'il a habité et transformé depuis 1820.
Son lyrisme associé à une expression harmonieuse fait la qualité des poèmes de Lamartine, la partie la plus marquante de son œuvre étant constituée par les poèmes pleins de sensibilité inspirés par son amante Julie Charles, empreints des thèmes romantiques de la nature, de la mort, et de l'amour (par exemple dans Le Lac, L'Isolement, L'Automne, etc.). Admiré et salué par toute la génération romantique (Victor Hugo, Nodier, Sainte-Beuve), Lamartine est parfois jugé plus sévèrement par les générations suivantes : Flaubert parle de « lyrisme poitrinaire » et Rimbaud écrit dans sa Lettre du voyant à Paul Demeny que « Lamartine est quelquefois voyant, mais étranglé par la forme vieille ». Il reste cependant largement admiré pour la puissance de son génie poétique et compte parmi les plus grands poètes français du XIXe siècle.

## Biographie

### Environnement familial et enfance
Alphonse de Lamartine naît à Mâcon le 21 octobre 1790, dans une maison du plateau de la Baille faisant face au couvent des Ursulines. Son père Pierre de Prat de Lamartine (21 septembre 1752-Mâcon 1840) est seigneur, chevalier de Prat et capitaine au régiment Dauphin-cavalerie, et sa mère Alix des Roys, « fille de l'intendant général de M. le duc d'Orléans ». Les dix premières années de sa vie, passées à la campagne à Milly, sont influencées par la nature, ses sœurs, sa mère, et surtout par l'abbé Dumont, curé de Bussières, qui lui insuffle une grande ferveur religieuse, renforcée par les années qu'il passe au collège de Belley, pendant lesquelles il lit Chateaubriand, Virgile et Horace.

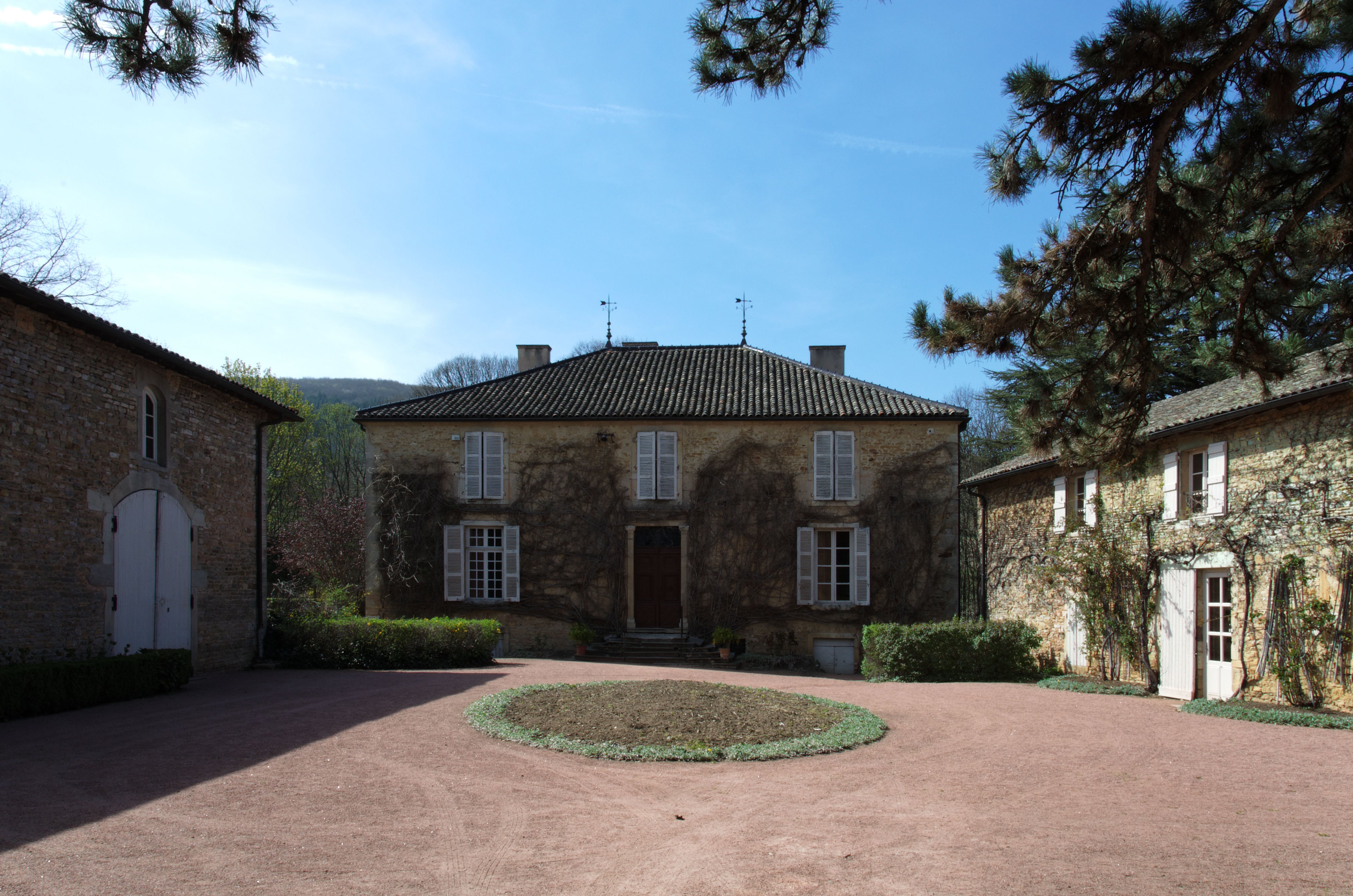
Château de Milly. Depuis Milly, Lamartine enfant dévalait les pentes du Monsard pour rejoindre Bussières et les leçons de l’abbé Dumont.

De retour à Milly, il commence à écrire de la poésie sous l'inspiration des poèmes d'Ossian traduits en français par Pierre Baour-Lormian. Puis, après une aventure sentimentale qui inquiète ses parents, il entame un voyage en Italie (1811-1812) pendant lequel il rencontre une jeune Napolitaine, qui sera le modèle de sa Graziella. Il s'essaye ensuite à la tragédie (avec Médée) et écrit ses premières élégies.

### Entrée en politique et premiers succès littéraires
Lamartine est nommé maire de Milly en mai 1812 par son père, de concert avec le préfet de Saône-et-Loire Louis-Julien de Roujoux, alors que Lamartine n'a que 21 ans, la majorité civile de l'époque étant fixée à cet âge.
En 1814, il devient quelque temps garde du corps de Louis XVIII une fois ce dernier intronisé,,. Il est affecté à la 3e compagnie qui a son quartier à Beauvais. Au moment des Cent-Jours, il se réfugie en Suisse et il fait un séjour à Bissy, en Savoie , dans la famille de Xavier de Maistre. Il démissionne finalement en 1815,. Il revient ensuite à Milly, et mène une vie de gentleman campagnard. Seul garçon de sa famille, il doit recevoir en héritage les domaines de ses parents, mais, sans y être obligé, il s'engage à indemniser ses sœurs par des rentes.
En 1816, victime de langueurs, il part à Aix-les-Bains en Savoie. Le poète y rencontre Julie Charles, née Bouchaud des Hérettes, une femme mariée, épouse du physicien et aéronaute Jacques Charles, de six ans son aînée, atteinte de « phtisie », comme on appelait à l'époque la tuberculose galopante. Les deux jeunes gens entament une idylle qui durera jusqu'à la mort de Julie en décembre 1817, à l'âge de 33 ans. Le poète est profondément marqué par cette perte tragique, qui lui inspire son premier recueil de poèmes, les Méditations poétiques (1820), qui le rendent célèbre.
Ce dernier obtient un immense retentissement et le propulse socialement. Il peut alors épouser Mary-Ann Birch, artiste peintre anglaise et fille du major William Henry Birch. Dès lors, il est nommé attaché d'ambassade à Naples. Le couple voyage en Italie, en Angleterre, à Paris. En même temps, le poète publie les Nouvelles Méditations poétiques, La Mort de Socrate et Le Dernier Chant du pèlerinage d'Harold. Le père de Lamartine offrira le Château de Saint-Point comme cadeau de mariage au couple. 
Le 14 mai 1822, naît Julia, sa fille, puis, le 15 février 1824 à Rome, un fils, Alphonse de Lamartine, qui ne vit que vingt mois. Au même moment, il perd ses sœurs : Césarine, épouse du comte Xavier de Vignet, meurt au mois de février, puis son autre sœur Suzanne de Montherot en août.
Sa carrière est en demi-teinte. En 1824, il échoue pour sa première candidature à l'Académie française à laquelle il est finalement élu en 1829. En 1825, il est nommé secrétaire d'ambassade à Florence, mais il se voit refuser le poste de ministre de France. Par la suite, il demande un congé, revient en province, et publie Les Harmonies poétiques et religieuses.

### Sous la monarchie de Juillet
Élu à l'académie, Lamartine se rallie sans passion à la monarchie de Juillet mais, à 40 ans, est candidat malheureux à la députation (il échoue dans trois départements, à Bergues, où se trouve son beau frère, à Toulon et à Mâcon). Il écrit Sur la politique rationnelle, commence Jocelyn et fait un voyage en Orient dès 1832 : il visite la Grèce, le Liban, va jusqu'au Saint-Sépulcre pour raffermir ses convictions religieuses, mais ce voyage est fortement marqué par la mort à Beyrouth de sa fille Julia atteinte de la tuberculose, qui lui inspire le poème Gethsémani ou la Mort de Julia, texte qu'il intégrera par la suite dans son récit du Voyage en Orient. Selon Pierre Bezbakh, « ce voyage modifie la nature de son christianisme ».
Pendant ce voyage, le 7 janvier 1833, il est, en son absence, élu député de Bergues, dans le Nord, où son beau-frère est établi, comme légitimiste. Il ne paraît à la Chambre qu'un an après son élection. Charles de Rémusat assiste à sa première intervention : « Ce ne fut qu'une suite de phrases vagues et harmonieuses en termes dignes et coulants, mais cela même était quelque chose, et je me suis toujours su gré d'avoir sur ce premier essai reconnu que l'auteur des Méditations tiendrait sa place à la tribune ». Il est réélu l'année suivante lors des élections législatives à Bergues et à Mâcon ; il opte pour Bergues. Il intervient auprès du ministre de l'Intérieur pour faire donner à la ville d'Hondschoote le tableau La Bataille de Hondschoote, peint par Hippolyte Bellangé, en 1839.
En 1834, ses écrits se teintent de préoccupations humanistes et il apporte son soutien à la création, par Benjamin Morel, de la Société Humaine de Dunkerque. Il devient membre honoraire de cette société dont le but est de porter secours aux bateaux en perdition et aux personnes profitant des bains de mer.
En décembre 1834, il fait partie des fondateurs de la Société française pour l'abolition de l'esclavage. C'est à cette époque qu'il quitte le château de Saint-Point pour s'installer dans le château voisin de Monceau, à Prissé.

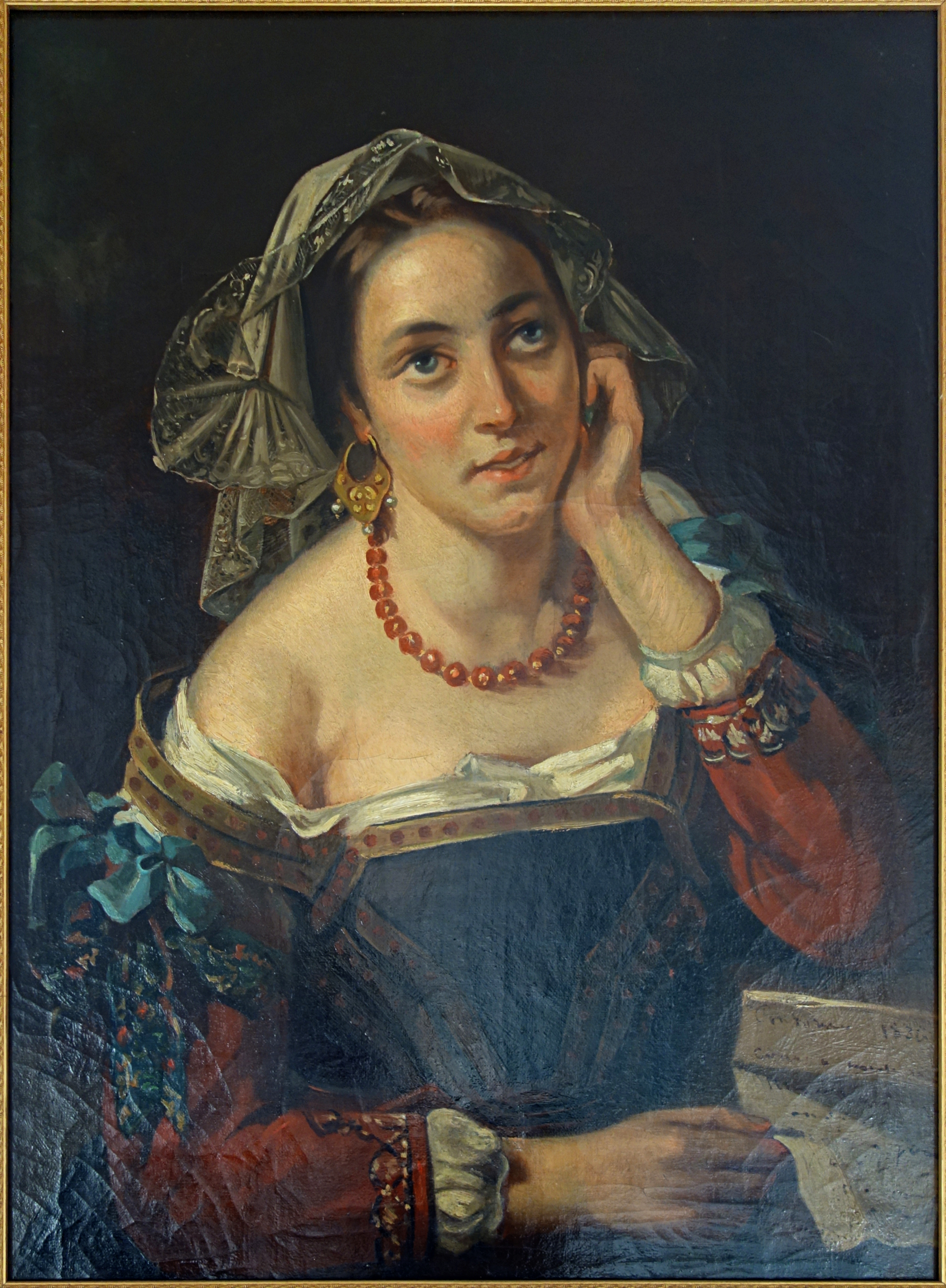
Graziella, amie de Lamartine
Horace Vernet, vers 1836
Palais des Beaux-Arts de Lille

Lors des élections législatives françaises de 1837, Lamartine est élu dans les deux circonscriptions de Mâcon et réélu à Bergues ; il opte cette fois pour Mâcon.
« Pris d'abord par la Chambre comme légitimiste et comme poète, à ces deux titres, il était sans crédit », poursuit Rémusat, « mais il ne devait avec le temps lui rester du légitimiste qu'un fond d'aversion tenace pour la révolution de Juillet et la dynastie qu'elle avait couronnée. Du poète, il garda toujours un certain goût pour le vague et le grandiose, qui lui fit bientôt préférer au libéralisme constitutionnel le lyrisme démocratique ».
Éloigné de Thiers et de Guizot, il soutient le ministère Molé dont il se fait l'orateur privilégié.
En 1838, avec Honoré de Balzac et Paul Gavarni, il va à Bourg-en-Bresse pour témoigner en faveur d'un ancien actionnaire du journal Le Voleur, Sébastien-Benoît Peytel, accusé d'assassinat. Sa démarche est infructueuse puisque l'accusé est guillotiné à Bourg-en-Bresse le 28 octobre 1839. Grand adversaire de la peine de mort, il avait déjà signé un poème sur ce sujet huit ans auparavant (paru en 1830 dans le recueil Odes politiques),, alors député de Saône-et-Loire, et prononce un discours à la Chambre des députés le 17 mars 1838, pour demander son abolition, à la suite de la discussion du projet de loi sur les détenteurs d’armes et de munitions de guerre.
À la suite de ses voyages en Orient, il devient avec Victor Hugo un des plus importants défenseurs de la cause du peuple serbe, dans sa lutte contre l'Empire ottoman. En juillet 1833, lors de sa visite de Niš (en Serbie), Lamartine, devant la tour des crânes, s'écria : « Qu'ils laissent subsister ce monument ! Il apprendra à leurs enfants ce que vaut l'indépendance d'un peuple, en leur montrant à quel prix leurs pères l'ont payée ».
Durant les années 1840, il fait figure d'opposant au régime de Louis-Philippe Ier en tant que député de Mâcon sans toutefois adhérer à un parti organisé et en conservant une indépendance d'esprit politique.
Lors des élections législatives françaises de 1842, Lamartine est réélu à Mâcon-ville.
À partir de 1843, il se rend souvent au château de Cormatin, propriété d'un de ses proches, Henri de Lacretelle. Au cours de ces années où il connait de graves soucis d'argent, Lamartine envisage d'abandonner la politique et commence à rédiger l'Histoire des Girondins. Son Voyage en Orient, son Histoire des Girondins, qui lui redonne une certaine popularité, ainsi que ses discours à la Chambre manifestent une certaine inflexion dans sa pensée politique. Il se déplace lentement vers la gauche au fil des années. En 1847, il réunit à Cormatin tous ses soutiens politiques et y rédige son programme « républicain et socialiste ». Ce banquet réunit 3000 personnes et son discours est marqué par son annonce d'une "révolution du mépris". Il devient un des seuls députés républicains et en lien avec les mouvements les plus à gauche de Paris. Cette position le met en situation centrale lorsqu'éclate la révolution de 1848.

### Révolution de 1848

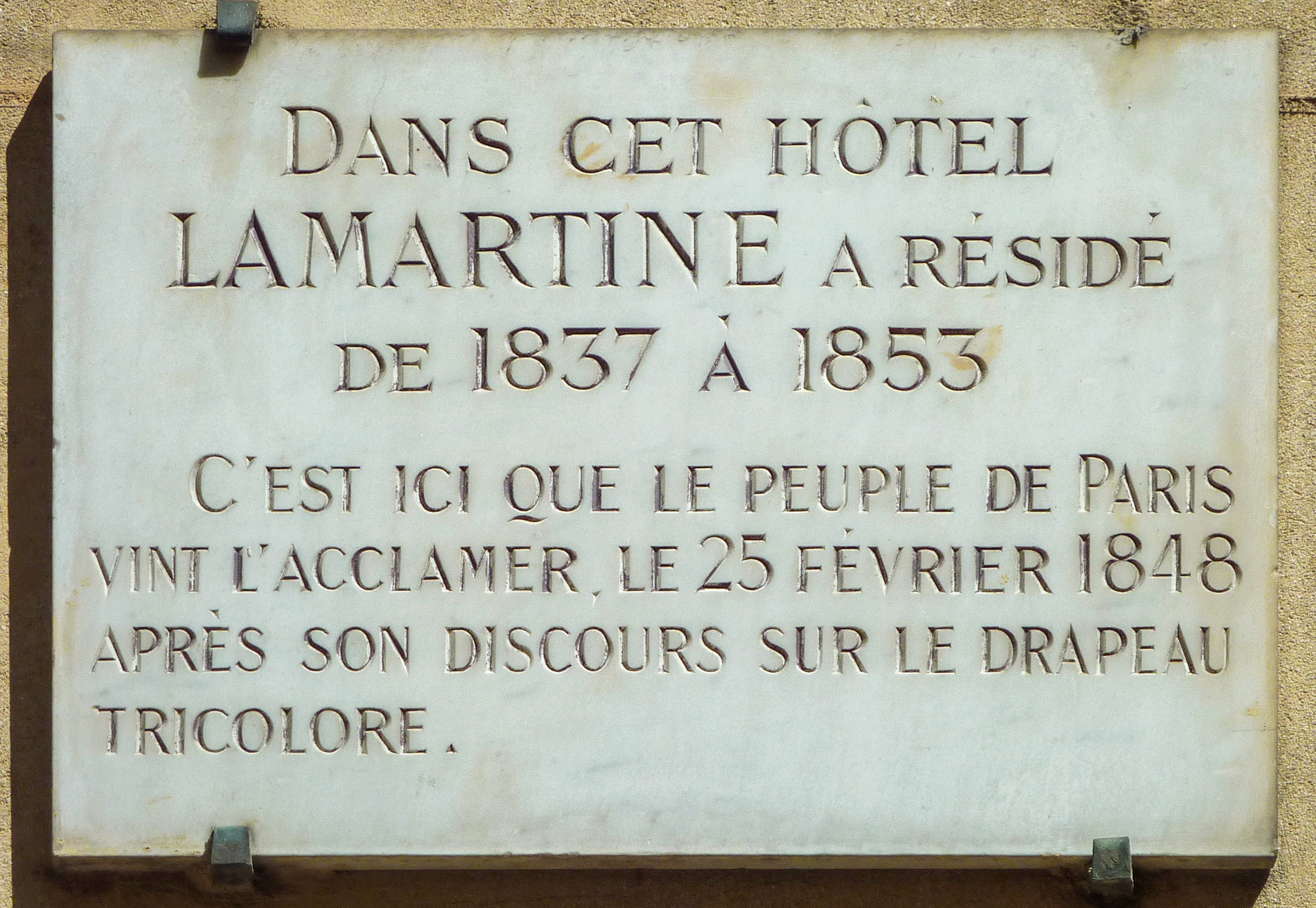
Plaque au no 82 rue de l'Université (Paris), où il vit de 1837 à 1853. Elle précise : C'est ici que le peuple de Paris vint l'acclamer le 25 février 1848, après son discours sur le drapeau tricolore.

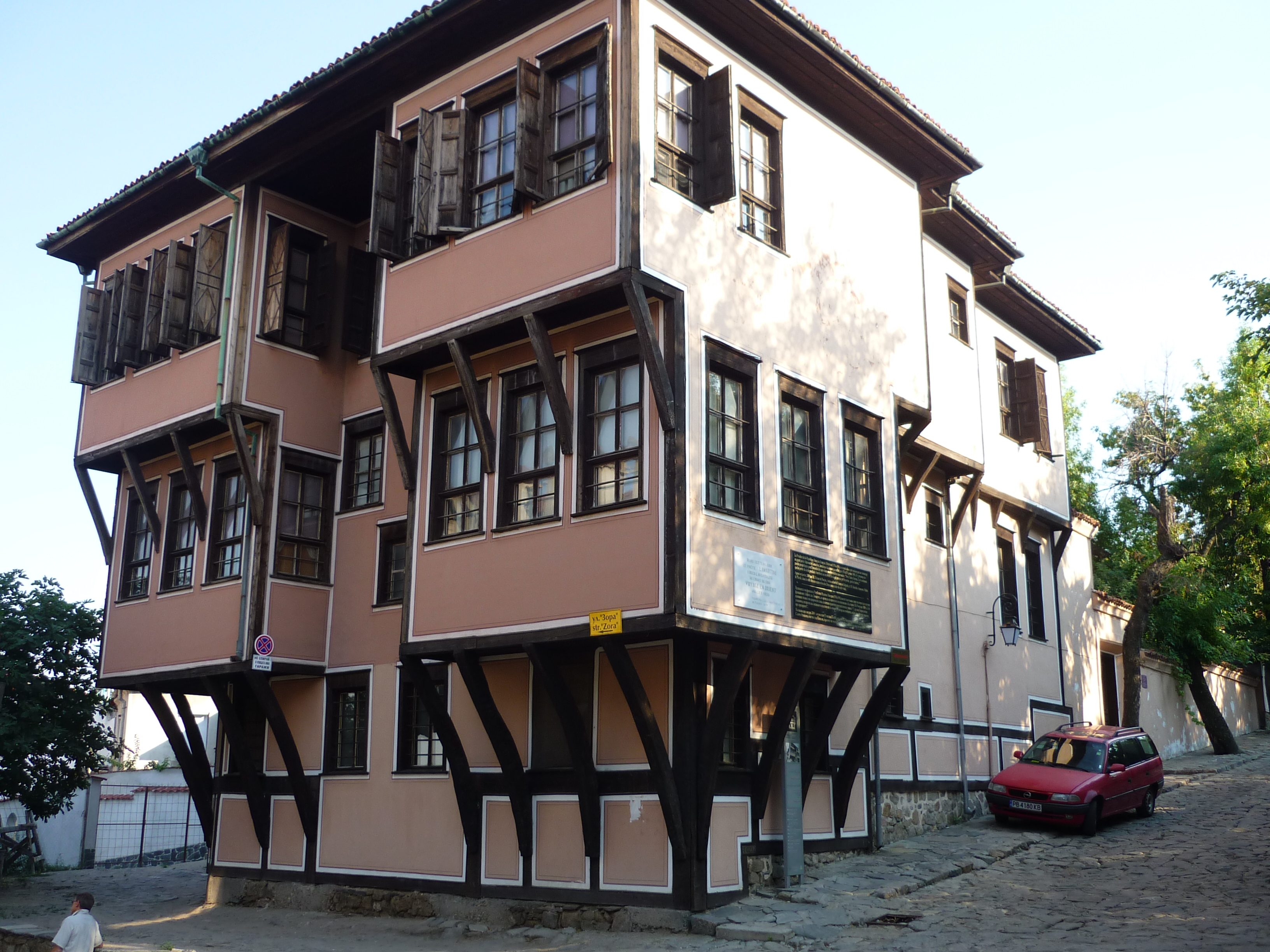
Maison où logea Lamartine lors de son séjour à Plovdiv, en Bulgarie alors sous domination ottomane.

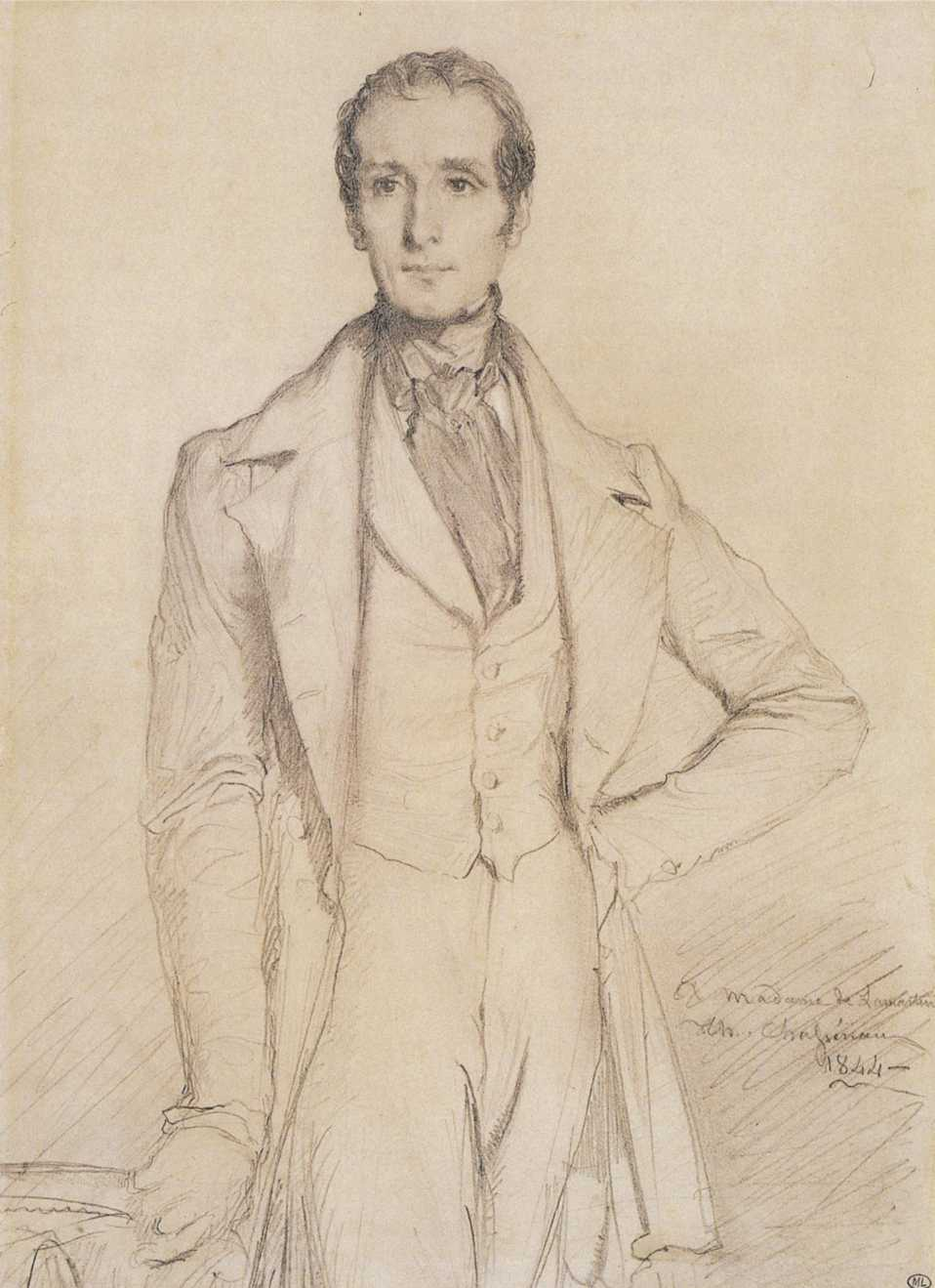
Alphonse de Lamartine par Théodore Chassériau.

En 1848, à l'occasion de la chute de Louis-Philippe et de la proclamation de la Seconde République, Lamartine est central dans la constitution de la Commission du gouvernement provisoire dont il laisse la présidence nominale à Dupont de L'Eure, mais qu'il dirige de fait. Le 24 février, peu avant minuit, Lamartine annonce à un balcon de l’Hôtel de ville de Paris que « la république est proclamée » devant la foule. Le 25 février 1848, à l'appui d'une déclaration devenue célèbre, il s'oppose ainsi à l'adoption du drapeau rouge au profit du drapeau tricolore.
« Citoyens, vous pouvez faire violence au gouvernement, vous pouvez lui commander de changer le drapeau de la nation et le nom de la France. [...] Je repousserai jusqu'à la mort ce drapeau de sang, et vous devez le répudier plus que moi, car le drapeau rouge que vous rapportez n’a jamais fait que le tour du Champ-de-Mars, traîné dans le sang du peuple en 91 et en 93, et le drapeau tricolore a fait le tour du monde, avec le nom, la gloire et la liberté de la patrie ! » 
Il est ainsi ministre des Affaires étrangères de février à mai 1848 et le véritable chef du gouvernement.
Dans le gouvernement, il a dû intégrer les partisans d'une réforme politique et sociale (Louis Blanc, Albert, etc.) Mais lui-même est plus proche des libéraux, et de concert avec François Arago et Alexandre Ledru-Rollin, il mène une politique modérée. C'est lui qui signe le décret d'abolition de l'esclavage du 27 avril 1848 défendue par Victor Schoelcher.
Après le résultat des élections, le 10 mai 1848, le gouvernement provisoire est remplacé par une commission exécutive, dont ont été exclus les plus à gauche (Louis Blanc, etc.). Lamartine siège alors avec François Arago (également président de la Commission), Louis-Antoine Garnier-Pagès, Alexandre Ledru-Rollin et Pierre Marie de Saint-Georges. Il continue de vouloir une politique sociale (annonçant même un projet d'impôt sur le revenu) ce qui lui vaut désormais l'hostilité politique de l'assemblée.
Après la fermeture des ateliers nationaux, imposée par la nouvelle assemblée à Lamartine et décidée par la Commission exécutive, les Journées de Juin sont réprimées dans le sang par le général Cavaignac qu'il avait nommé. Lamartine paraît à cheval devant les barricades, mais, coupé de la droite, il est à présent aussi définitivement coupé du peuple et la Commission démissionne. Le 28 juin 1848, Cavaignac devient président du Conseil des ministres par intérim.
Isolé politiquement, au second semestre 1848, il occupe la chaire de droit international d'histoire des traités de l'éphémère École d'administration. En décembre, Lamartine n'obtient que 0,26 % lors de l'élection présidentielle qui porte au pouvoir Louis-Napoléon Bonaparte. En avril-juin 1850, lors des débats parlementaires sur la loi de déportation politique, Lamartine s'oppose au choix des îles Marquises, bien qu'il ne fût pas opposé au principe même de la déportation.

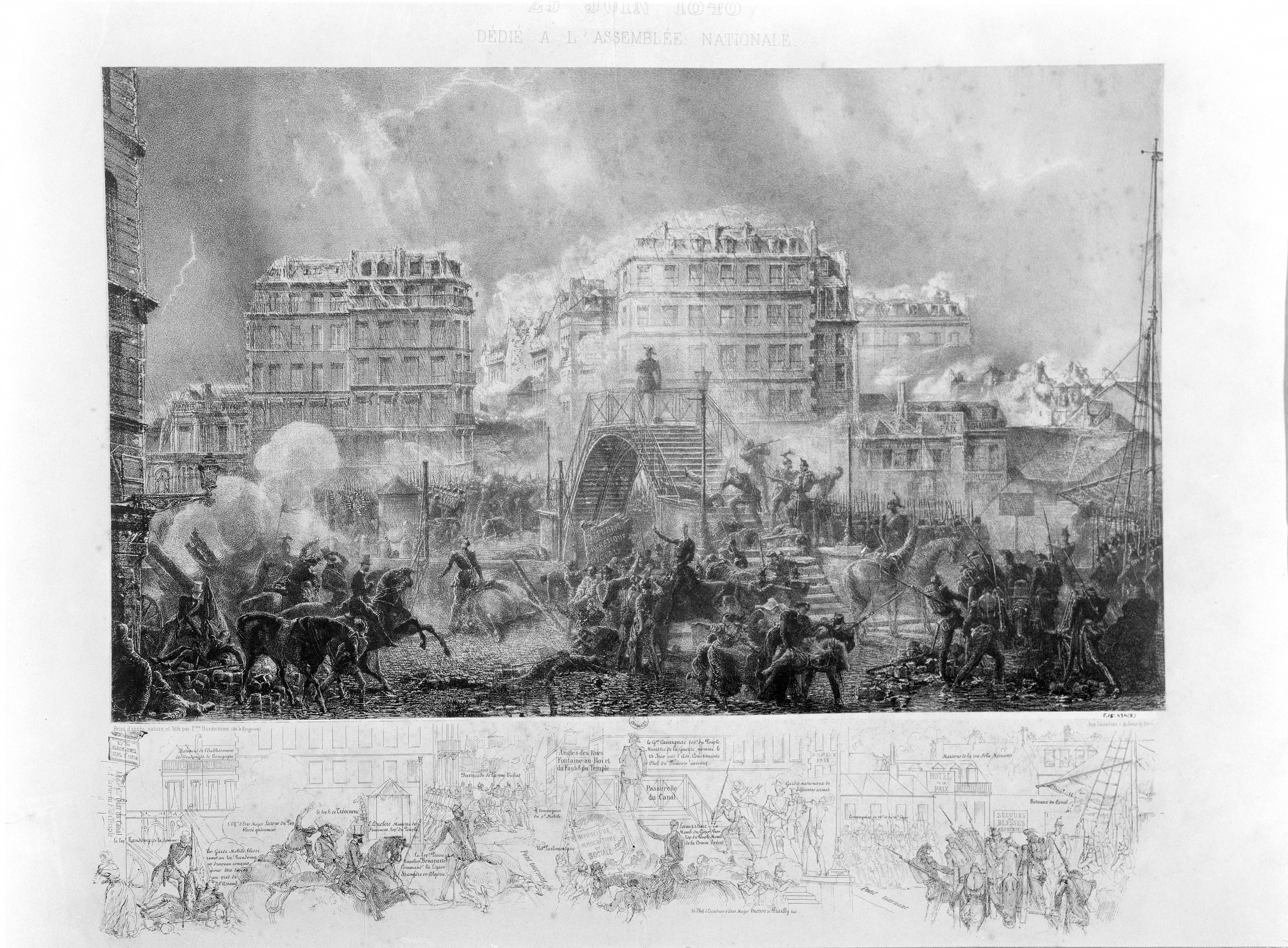
Représentation par l'artiste Ignace-François Bonhommé de la répression menée par le général Eugène Cavaignac, le 25 juin 1848 au Canal Saint-Martin. Alphonse de Lamartine apparaît au premier plan, à cheval, levant le bras droit.
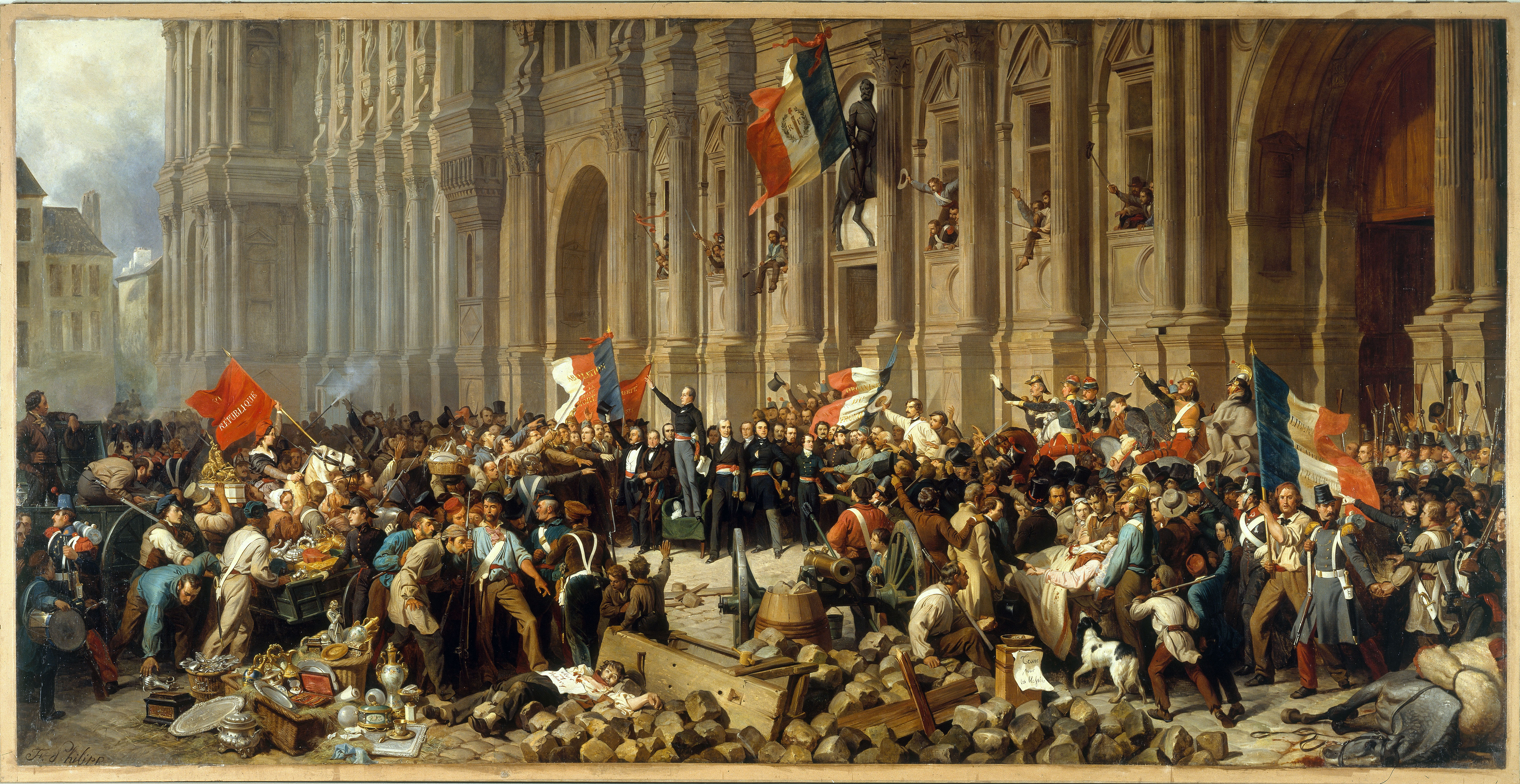
Félix Philippoteaux, Épisode de la Révolution de 1848 : Lamartine repoussant le drapeau rouge à l’Hôtel de Ville, le 25 février 1848, v. 1848. Huile sur toile, 63 × 27,5 cm. Musée Carnavalet, Paris.

### Sous le Second Empire

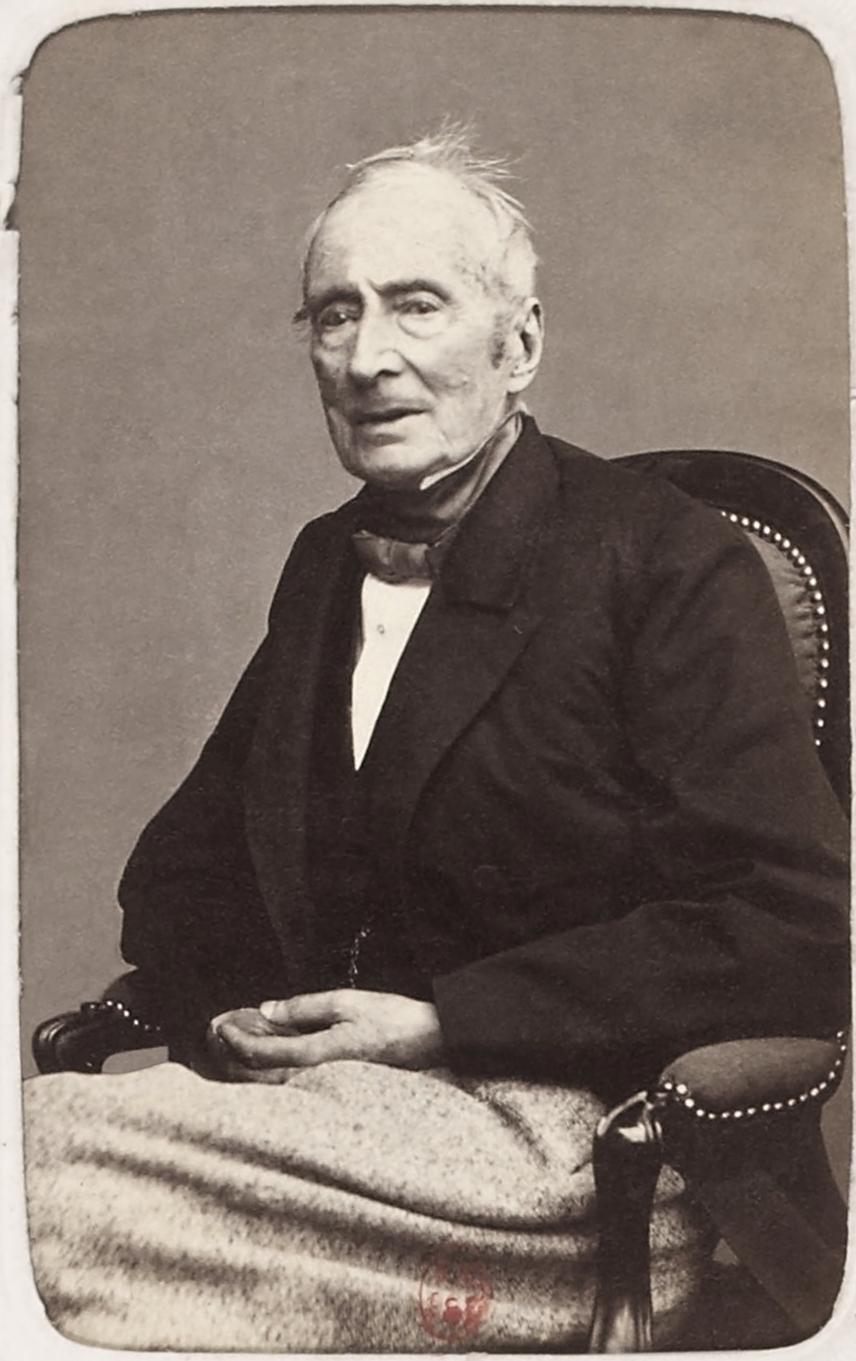
Alphonse de Lamartine, ca. 1865.

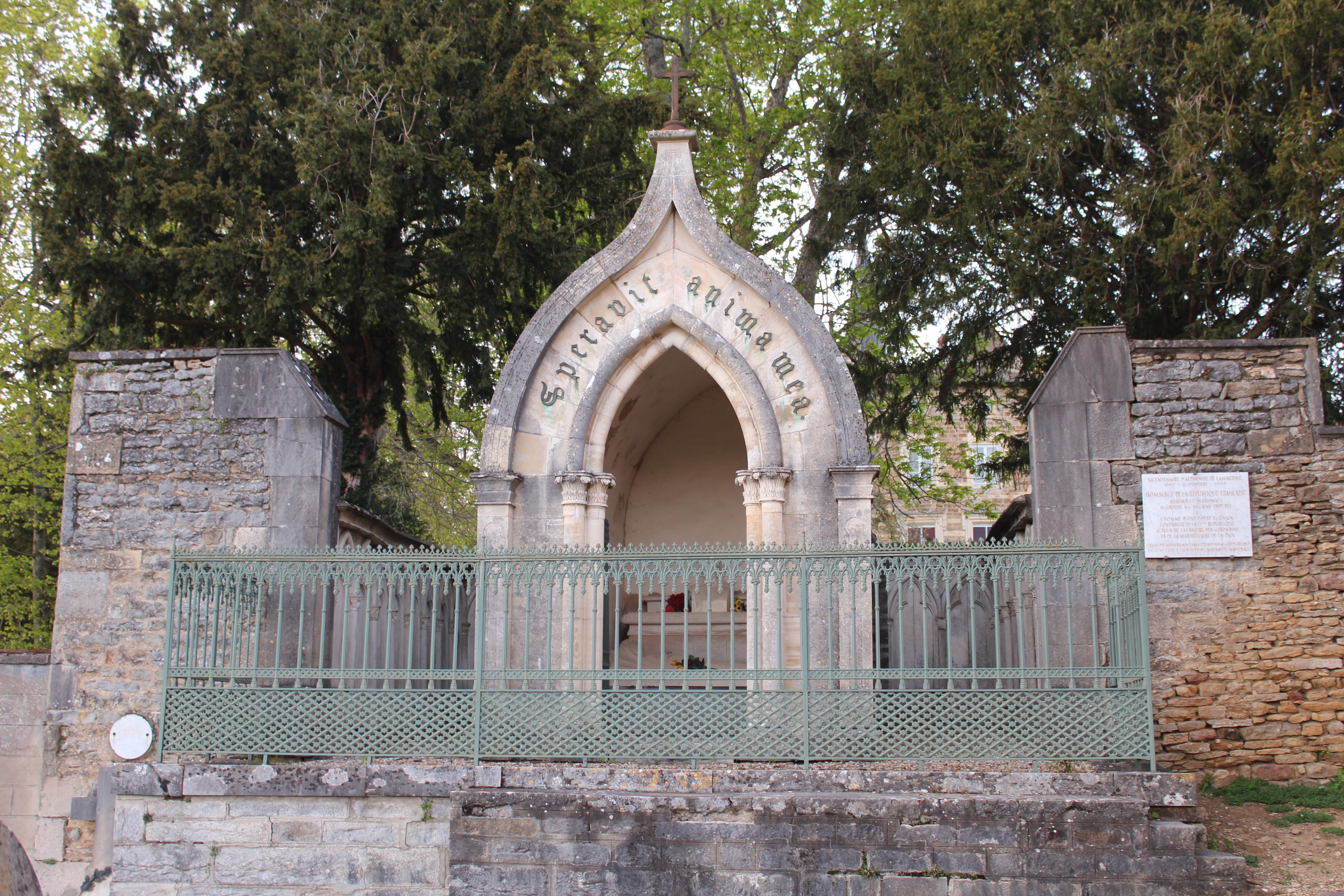
Tombeau où il repose à Saint-Point.

La fin de la vie de Lamartine est marquée par des problèmes d'argent, dus à sa générosité et à son goût pour les vastes domaines. Il revient un temps aux souvenirs de jeunesse avec Graziella, Raphaël, mais doit très vite faire de l'alimentaire. La qualité de ses œuvres s'en ressent rapidement, et désormais les productions à la mesure du poète, telles que La Vigne et la Maison (1857), seront rares. Moqué pour ses souscriptions à répétitions et ses œuvres de circonstance (surnommé « tire-lyre »), oublié du monde politique, il prophétise la carrière politique d'Émile Ollivier.

Lamartine, qui appréciait beaucoup le poète félibrige Frédéric Mistral, chante ses louanges dans le quarantième entretien de son Cours familier de littérature, à la suite de la parution du long poème Mirèio . Mistral dédie son livre à son confrère en ces termes :
« À Lamartine
Je te consacre Mireille : c'est mon cœur et mon âme ;
C'est la fleur de mes années ;
C'est un raisin de Crau qu'avec toutes ses feuilles
T'offre un paysan »,,.
À la fin des années 1860, quasiment ruiné, il vend sa propriété à Milly et accepte l'aide d'un régime qu'il réprouve mais qui le loge gracieusement à Paris, dans un chalet du bois de Boulogne situé au bout de l'actuelle avenue Henri-Martin (au niveau des actuels 107-113). C'est là, au 135 avenue de l'Empereur, non loin de l'actuel square Lamartine, qu'il meurt en 1869, deux ans après une attaque l'ayant réduit à la paralysie. Ses funérailles, à Mâcon, ne sont suivies d'aucun ancien responsable républicain de 1848, à l'exception d’Émile Ollivier, que l'on peut considérer comme son fils spirituel (il lui succédera d'ailleurs à l'Académie française).

## L'inspiration politique et sociale
Dès 1830, la pensée politique et sociale de Lamartine va devenir un aspect essentiel de son œuvre. Légitimiste en 1820, il évolue peu à peu vers la gauche, mais voit un danger dans la disparition de la propriété : cette position ambiguë, qui lui inspire la création d'un « Parti social » en 1834, est intenable.
En 1831, il est attaqué dans la revue Némésis : on lui reproche d'avilir sa muse en la faisant la servante de ses idées politiques. Lamartine réplique, et dès cette période, son œuvre est de plus en plus marquée par ses idées.
Lamartine croit au progrès et a des préoccupations sociales, pacifiques, comme en témoigne Jocelyn et La Chute d'un ange[réf. nécessaire].

## La pensée religieuse de Lamartine
Les ouvrages Jocelyn, La Chute d'un ange, le Voyage en Orient révèlent la pensée religieuse de Lamartine. Son déisme est assez vague, mais le poète veut expurger la religion de la croyance aux miracles, de celle de l'enfer, etc. Cependant, certaines de ses œuvres seront mises à l'index. Sa foi en la Providence est contingente des vicissitudes de sa vie, mais le désir de servir Dieu est à chaque fois plus fort. La présence de figures romanesques et religieuses, telles l'abbé Dumont, traversant son œuvre, participe de cette vision évangélique.
Non violent, il prêche également pour le végétarisme. Élevé par sa mère dans le respect de la vie animale, il répugnera toute sa vie à manger de la viande. Il l’écrira même en vers dans La Chute d’un Ange (1838) et plus explicitement dans Les Confidences (1849) et ses arguments seront repris par les défenseurs du végétarisme au XXe siècle.

## Regards sur l’œuvre

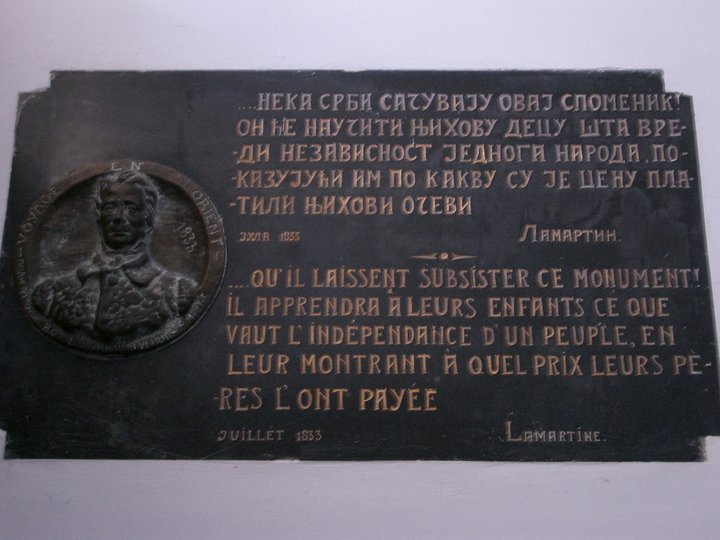
Ćele kula

Maître du lyrisme romantique et chantre de l'amour, de la nature et de la mort, Alphonse de Lamartine marque une étape importante dans l'histoire de la poésie française avec sa musique propre. En effet, « La révolution française de la poésie peut être datée des Méditations poétiques de Lamartine : cette mince plaquette […] eut un effet à la fois détonant et fondateur dans la redéfinition lente de la poésie à laquelle procède le XIXe siècle ». Lamartine, admiré par Hugo, Nodier ou Sainte-Beuve, disait de la poésie qu'elle était « de la raison chantée » et retrouva les accords d'un langage enthousiaste, c'est-à-dire d'une possible communion avec Dieu. La poésie est chant de l'âme. Si ses élégies restent dans la lignée de celles de Chénier, Bertin ou Parny, ses méditations et ses poèmes métaphysiques (notamment « La Mort de Socrate » et « Le Désert ») sont le résultat d'une expérience nouvelle, qui ont pu faire dire à Rimbaud que « Lamartine est quelquefois voyant, mais étranglé par la forme vieille » (Lettre du voyant).
L'immense œuvre — 127 volumes — propose parfois des textes moins reconnus (poèmes de circonstances par exemple ou de nombreux textes du Cours familier de littérature), mais on y reconnait le plus souvent l'expression d'un artiste, pour qui la poésie est « l'incarnation de ce que l'homme a de plus intime dans le cœur et de plus divin dans la pensée ». Il restera comme le grand restaurateur de l'inspiration lyrique. La beauté de cette poésie suppose donc la profonde sympathie de son intime lecteur : « La phrase fait secrètement entendre ce qu'elle fait discrètement voir et ressentir. Quiconque la murmure se substitue à celui qui l'inventa et se met à confondre les automnes de son âme avec ceux de la nature car ils sont signes de la déploration qu'il y a en Dieu. / Telle aura été la visitation de Lamartine ».
Son Voyage en Orient est avec celui de Nerval, après l'Itinéraire de Paris à Jérusalem de Chateaubriand, l'un des chefs-d’œuvre du récit de voyage. Son titre complet, Souvenirs, impressions, pensées et paysages pendant un voyage en Orient (1832-1833), ou Notes d'un voyageur, souligne assez bien l'ambition littéraire de Lamartine, poète d'une nature illimitée dont la vision voluptueuse ouvre un espace immense à la rêverie, à une profonde méditation. « La poésie se rêve en effet le plus souvent chez Lamartine comme une coulée douce, d'ordre presque érotique, chargée tout à la fois de délivrer le moi et d'occuper en face de lui, disons presque de séduire, l'espace d'un paysage ».

## Critiques

### Critiques politiques
Dans les années 1840, l'économiste libéral Frédéric Bastiat, qui entretenait un bon rapport avec Lamartine et qui admirait l'écrivain, lui reprocha son incompréhension de l'économie et les positions paradoxales ou ambiguës qui, selon lui, en résultèrent.
Dans une lettre à Bastiat, Lamartine écrit : « Votre doctrine n’est que la moitié de mon programme ; vous en êtes resté à la Liberté, j’en suis à la Fraternité ». Bastiat répondit : « La seconde moitié de votre programme détruira la première », et développa ses arguments dans son pamphlet La Loi.
Alexis de Tocqueville se montra très critique envers l’homme politique : « Je ne sais si j'ai rencontré, dans ce monde d'ambitions égoïstes, au milieu duquel j'ai vécu, un esprit plus vide de la pensée du bien public que le sien. J'y ai vu une foule d'hommes troubler le pays pour se grandir : c'est la perversité courante ; mais il est le seul, je crois, qui m'ait semblé toujours prêt à bouleverser le monde pour se distraire. Je n'ai jamais connu non plus d'esprit moins sincère, ni qui eût un mépris plus complet pour la vérité. Quand je dis qu'il la méprisait, je me trompe ; il ne l'honorait point assez pour s'occuper d'elle d'aucune manière. En parlant ou en écrivant, il sort du vrai et y rentre sans y prendre garde ».
Victor Hugo, que Lamartine nomma maire du 8e arrondissement de Paris et à qui il proposa le poste de ministre de l’Instruction, le présente en revanche comme quelqu’un de « noble, tranquille, généreux, tout entier au pays, poussant le patriotisme jusqu’au dévouement, et le dévouement jusqu’à l’abnégation ».

### Critiques littéraires
Dans une lettre de 1853 à Louise Colet, Gustave Flaubert écrit : « Lamartine se crève, dit-on. Je ne le pleure pas […]. Non, je nʼai aucune sympathie pour cet écrivain sans rythme, pour cet homme dʼÉtat sans initiative. Cʼest à lui que nous devons tous les embêtements bleuâtres du lyrisme poitrinaire, et lui que nous devons remercier de l'Empire : homme qui va aux médiocres et qui les aime. […] Il ne restera pas de Lamartine de quoi faire un demi-volume de pièces détachées. Cʼest un esprit eunuque, la couille lui manque, il nʼa jamais pissé que de lʼeau claire ». L'année précédente, en 1852, il commentait ainsi le Graziella de Lamartine : « Cʼest un ouvrage médiocre, quoique la meilleure chose que Lamartine ait faite en prose. Il y a de jolis détails… Deux ou trois belles comparaisons de la nature […] : voilà à peu près tout. Et dʼabord, pour parler clair, la baise-t-il, ou ne la baise-t-il pas ? Ce ne sont pas des êtres humains, mais des mannequins. Que cʼest beau ces histoires dʼamour, où la chose principale est tellement entourée de mystère que lʼon ne sait à quoi sʼen tenir ! lʼunion sexuelle étant reléguée systématiquement dans lʼombre, comme boire, manger, pisser, etc. ! Ce parti pris mʼagace. Voilà un gaillard qui vit continuellement avec une femme qui lʼaime, et quʼil aime, et jamais un désir ! Pas un nuage impur ne vient obscurcir ce lac bleuâtre ! Ô hypocrite ! Sʼil avait raconté lʼhistoire vraie, que cʼeût été plus beau ! Mais la vérité demande des mâles plus velus que M. de Lamartine. Il est plus facile en effet de dessiner un ange quʼune femme. […] Mais non, il faut faire du convenu, du faux. Il faut que les dames vous lisent. Ah mensonge ! mensonge ! que tu es bête ! ».

## Mandats politiques
- Maire de Milly.
- Député du Nord (Bergues) — opposition légitimiste : 7 janvier 1833-25 mai 1834 et 21 juin 1834-3 octobre 1837.
- Député de Saône-et-Loire (Mâcon) — gauche : 4 novembre 1837-2 février 1839, 2 mars 1839 - 12 juin 1842, 9 juillet 1842-6 juillet 1846 et 1er août 1846-24 février 1848.
- Député de la Seine — centre-gauche : 23 avril 1848-26 mai 1849.
- Député du Loiret — centre gauche : 8 juillet 1849-2 décembre 1851.
- Président du conseil général de Saône-et-Loire en 1836-1837, en 1839-1843, en 1846 et en 1848-1851.
- Conseiller général du canton de Mâcon-Nord : 1833-1848.
- Conseiller général du canton de Mâcon-Sud : 1848-1852.
- Conseiller municipal de Mâcon : 21 juin 1840-29 janvier 1852.

## Hommages

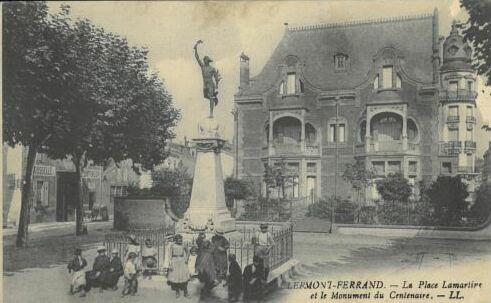
Carte postale (vers 1910), coll. Clermont Auvergne Métropole, bibliothèque du Patrimoine

La plupart des villes de France ont un odonyme en l'honneur de Lamartine. On citera simplement :
- Square Lamartine (16e arrondissement de Paris), où est installée une statue du poète. Il se trouve non loin de son dernier domicile, un chalet aujourd'hui détruit, autrefois situé au niveau des nos 107-113 de l'avenue Henri-Martin[43]. Une plaque commémorative lui rend aussi ici hommage.
- Divers lieux et monuments à Mâcon : une rue, une place, un quai, une esplanade, une statue en bronze (œuvre d'Alexandre Falguière, fondue en 1878[60]) et un lycée lui sont notamment dédiés. Depuis la fermeture du musée Lamartine, sa collection est entreposée au musée des Ursulines.
- Place Lamartine à Clermont-Ferrand, avec une statue dite du centenaire.
- Une statue réalisée par le sculpteur Mars Vallett, au bord du Lac du Bourget sur la commune de Chindrieux, aujourd’hui propriété de M et Mme Cleret.
- Le Château de Saint-Point, propriété privée mais qui héberge un musée consacrée à l'écrivain, avec notamment une reconstitution d'un bureau de travail. Dans la forêt face au château est situé le chêne de Jocelyn au pied duquel il aurait écrit une partie de ses œuvres.

Divers villes et pays - certains visités par Lamartine -, ont honoré son passage :
- Rue Lamartine, à Genève (Suisse), dans le quartier de la Servette.
- Le Cèdre de Lamartine, à Bcharré (Liban) sur le tronc duquel une plaque commémorative a été posée en souvenir du passage dans la région du poète en 1832.
- La maison de Lamartine, à Achrafieh (Liban), bâtiment historique de Beyrouth où séjourna Lamartine[61]. Une rue Lamartine est aussi présente à Rmeil.
- Lycée Franco-Libanais Alphonse de Lamartine, à Tripoli (Liban).

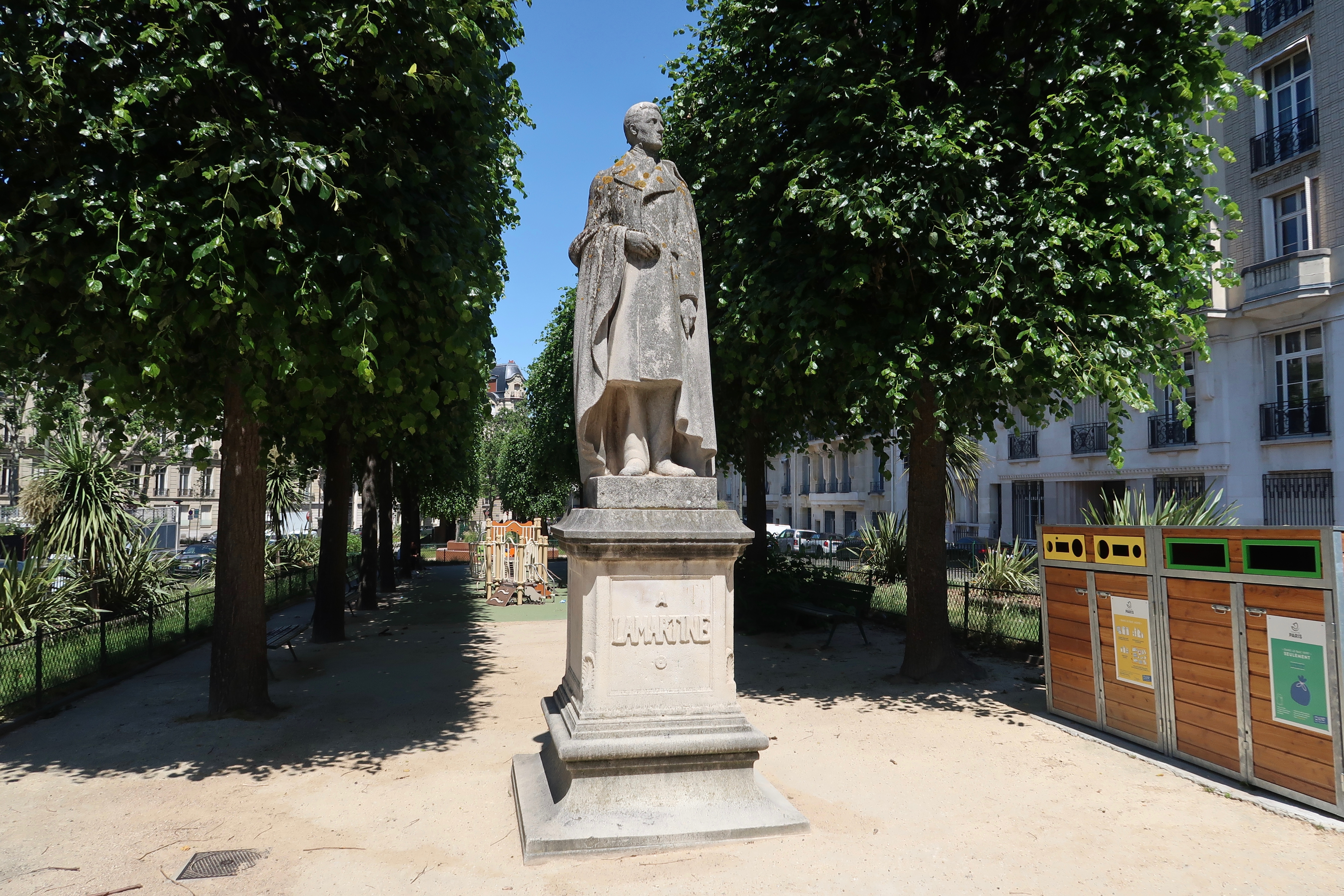
Statue de Lamartine, dans le square homonyme.
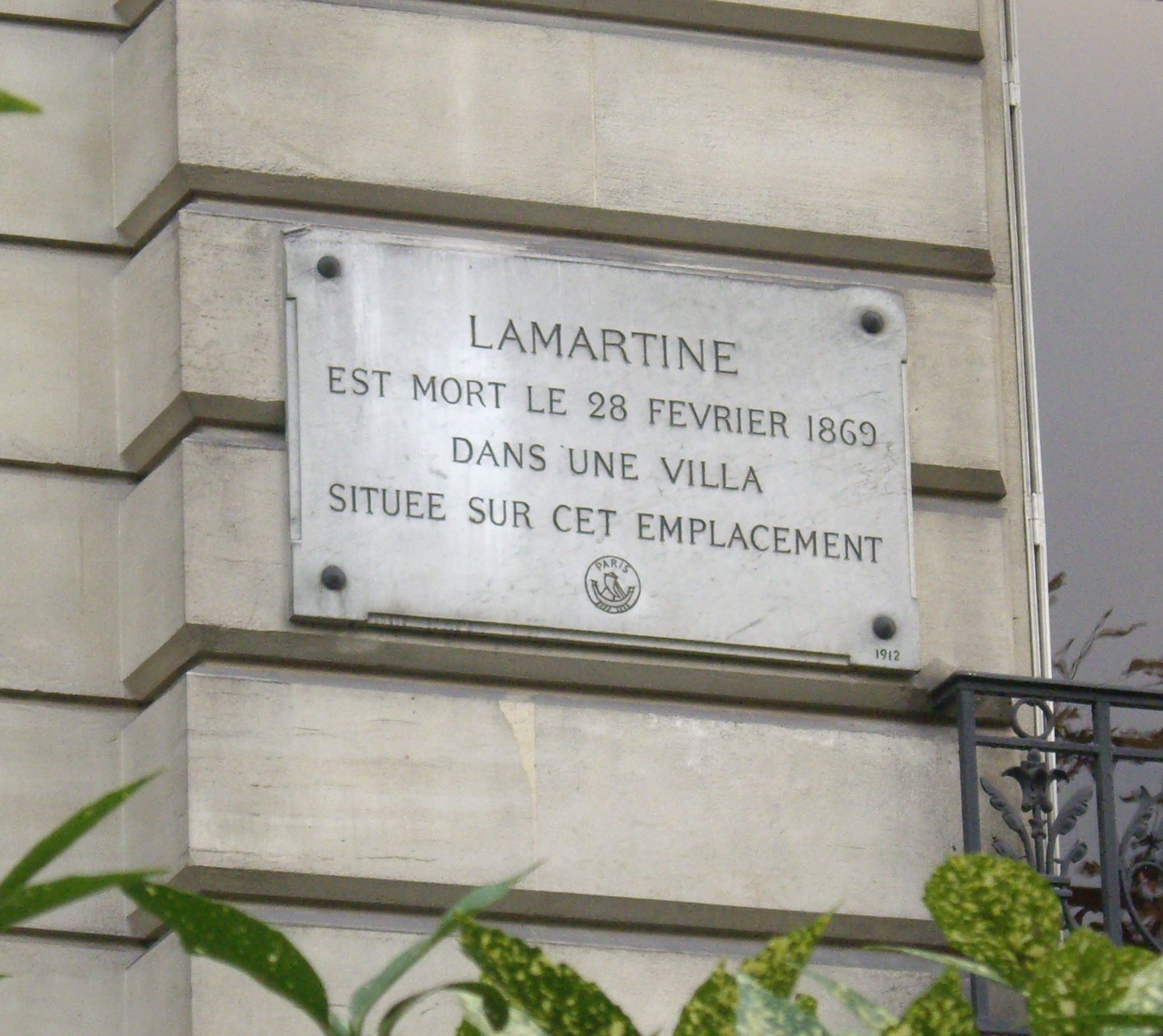
Plaque commémorative.
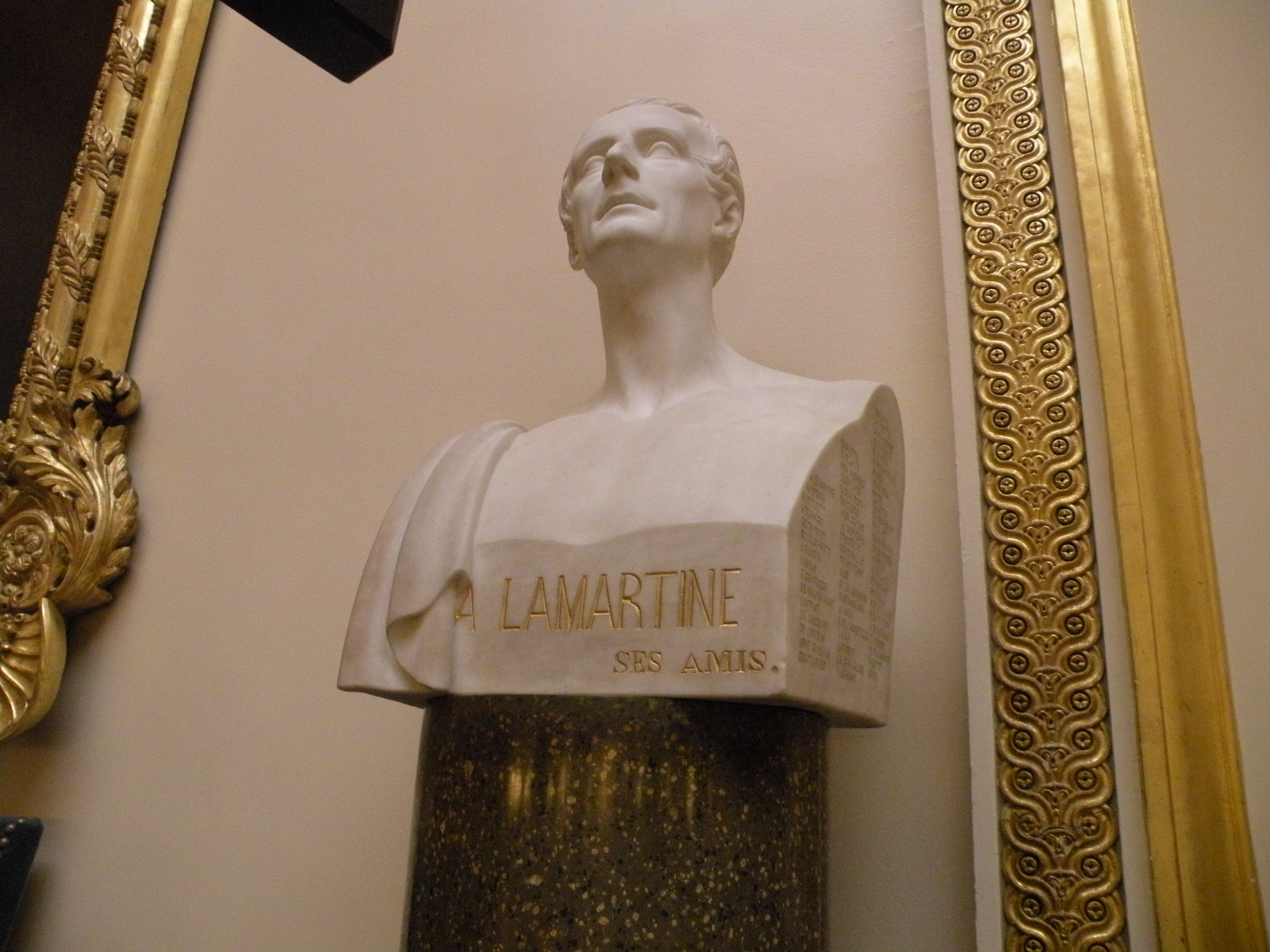
Buste de Lamartine au palais Bourbon (Paris).
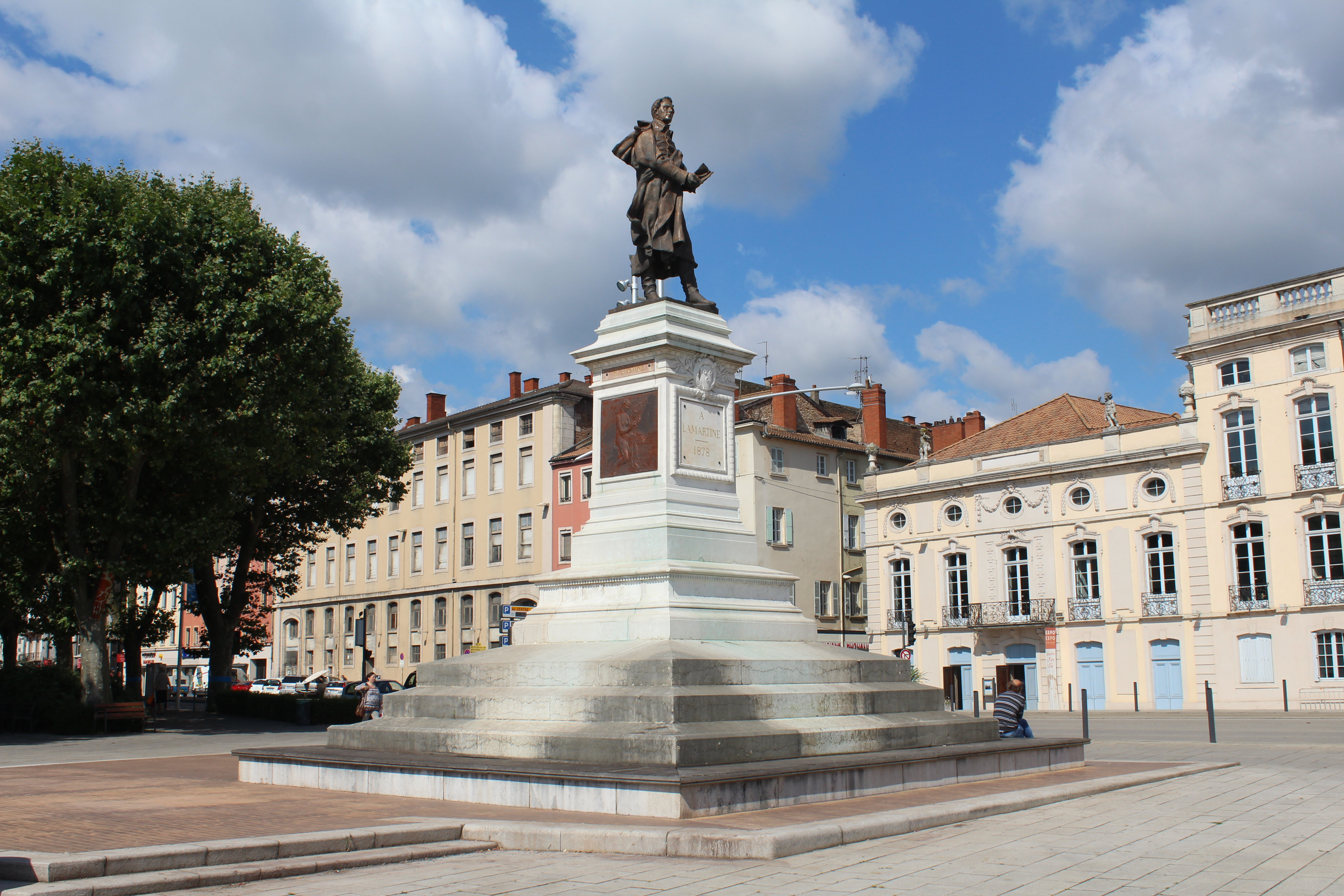
Statue de Lamartine, sur l'esplanade Lamartine à Mâcon.

## Œuvres

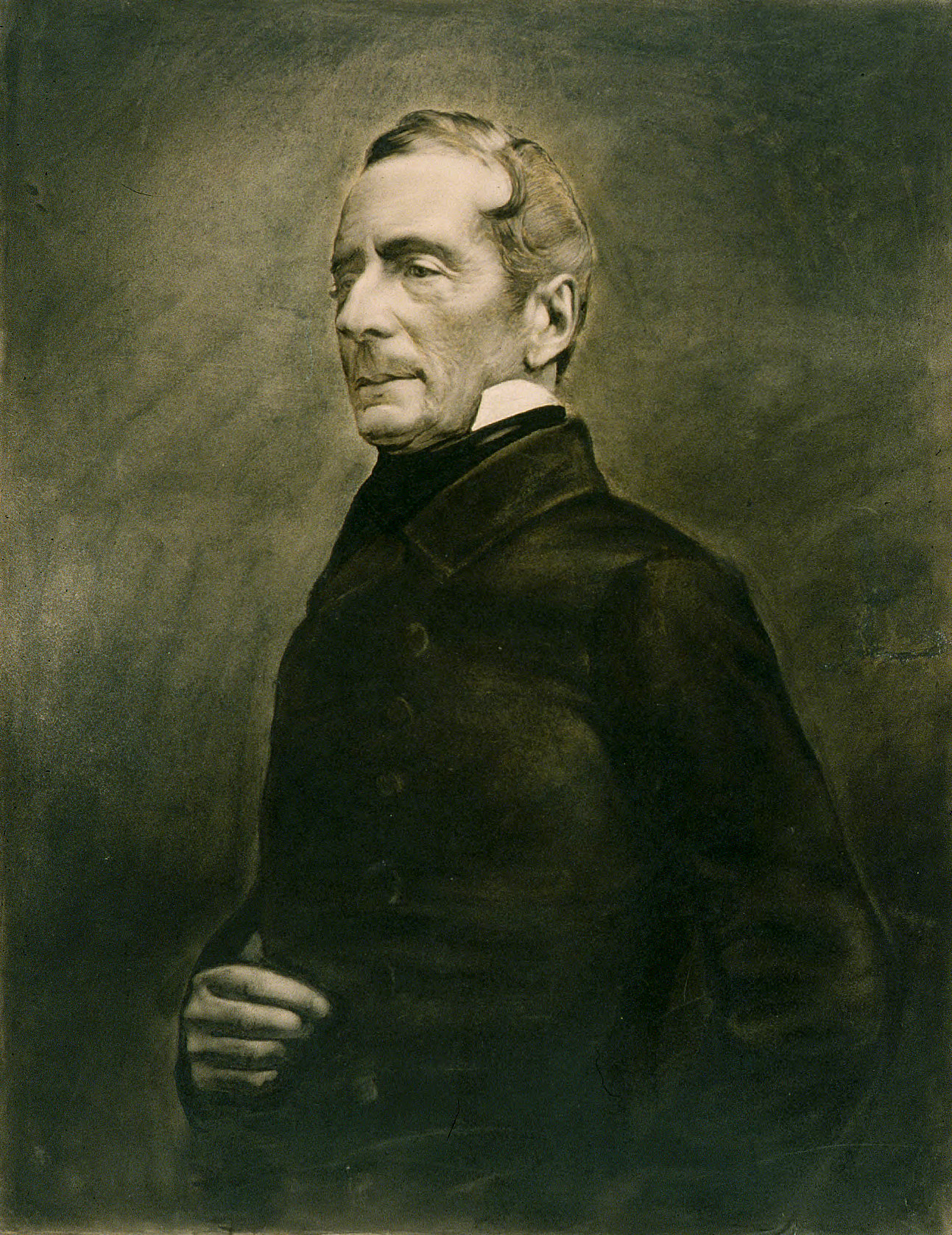
Portrait d'Alphonse de Lamartine.

### Poésie
- La fenêtre de la maison paternelle (1816)
- Méditations poétiques (1820) dont :
  - « Le Lac »,
  - « le Vallon »,
  - « L'Isolement ».
- La Pervenche (1821)
- La Mort de Socrate (1823)
- Nouvelles Méditations poétiques (1823) dont :
  - « La Solitude »
  - « Les Préludes » (ce dernier poème fut mis en musique par Franz Liszt)
- Le Dernier Chant du pèlerinage d'Harold (1825)
- Épîtres (1825)
- Harmonies poétiques et religieuses (1830) dont :
  - « Milly, ou la Terre natale »,
  - « Pensée des morts ».
- Recueillements poétiques (1839)
- Le Désert, ou l'Immatérialité de Dieu (1856)
- La Vigne et la Maison (1857)

N.B. Ces œuvres, ainsi que les poèmes dramatiques (théâtre) et les romans en vers (Jocelyn et La Chute d'un ange) sont réunies dans les Œuvres poétiques de la Bibliothèque de la Pléiade aux éditions Gallimard (texte établi, annoté et présenté par Marius-François Guyard).

### Romans en prose
- Raphaël (1849)
- Graziella (1849)
- Le Tailleur de pierres de Saint-Point (1851)
- Geneviève, histoire d'une servante (1851)
- Fior d'Aliza (1863)
- Antoniella (1867)

### Épopées ou romans en vers
- Jocelyn (1836), dont une version illustrée par Albert Besnard[62]
- La Chute d'un ange (1838)

### Théâtre
- Médée (créé en 1813 ; publié en 1873)
- Saül (écrit en 1819, mais publié en 1861)
- Toussaint Louverture (1850)

### Histoire
- Histoire des Girondins, en huit volumes (1847)
- Histoire de la Restauration, en huit volumes (1851)
- Histoire des Constituants (1853),
- Histoire de la Turquie (1853-1854), ce livre contient une Vie de Mahomet
- Histoire de la Russie (1855).
- Vie d'Alexandre le Grand (1859)

### Mémoires, autobiographies et récits de voyage
- Voyage en Orient (1835)
- Trois Mois au pouvoir (1848)
- Histoire de la révolution de 1848 (1849)
- Confidences contenant le récit de Graziella (1849)
- Nouvelles Confidences contenant le poème des Visions (1851)
- Nouveau Voyage en Orient (1850)
- Mémoires inédits (1870)

### Biographies
Le Civilisateur, Histoire de l'humanité par les grands hommes, trois tomes (1852 : « Jeanne d'Arc », « Homère », « Bernard de Palissy », « Christophe Colomb », « Cicéron », « Gutemberg » ; 1853 : « Héloïse », « Fénelon », « Socrate », « Nelson », « Rustem », « Jacquard », « Cromwell » (Première et deuxième parties) ; 1854 : « Cromwell » (Troisième partie), « Guillaume Tell », « Bossuet », « Milton », « Antar », « Mad. de Sévigné »)

### Autres
- Des destinées de la poésie (1834)
- Sur la politique rationnelle (1831)
- Lectures pour tous ou extraits des œuvres générales (1854)
- Cours familier de littérature (1856)[63]
- Nombreux discours politiques[64]

### Correspondance
- Correspondance d'Alphonse de Lamartine : deuxième série, 1807-1829. Tome III, 1820-1823 (textes réunis, classés et annotés par Christian Croisille ; avec la collaboration de Marie-Renée Morin pour la correspondance Virieu). – Paris : H. Champion, coll. « Textes de littérature moderne et contemporaine » no 85, 2005. – 521 p., 23 cm. –  (ISBN 2-7453-1288-X).
- Lamartine, lettres des années sombres (1853-1867), présentation et notes d'Henri Guillemin, Librairie de l'Université, Fribourg, 1942, 224 pages.
- Lamartine, lettres inédites (1821-1851), présentation d'Henri Guillemin, Aux Portes de France, Porrentruy, 1944, 118 pages.
- Correspondance du 25 décembre 1867. Correspondance d'Alphonse de Lamartine, 1830-1867.
- Le Lac. Le poète rencontre Julie Charles, près du Lac du Bourget, à Aix-les-Bains, en Savoie.

## Musique
- Jocelyn, opéra (1888) et de Benjamin Godard .
- Chant d'amour, Douce mer, Le Grillon, trois mélodies de Georges Bizet.
- Viens et Prière de l'enfant à son réveil, 2 mélodies de Édouard Lalo sur des poèmes de Lamartine.
- Prière du matin H112, mélodie d'Hector Berlioz pour chœur d'enfants et piano (1848).
- Au rossignol, (1867) et Le soir (1840-1842), 2 mélodies de Charles Gounod.
- Pensée des morts, poème mis en musique et interprétée par Georges Brassens en 1969 (mais en retirant de nombreuses strophes).
- Le Jour des morts, mélodie de Félicien David (1839).
- Le Lac, Le Golf de Baya, Le Poète Mourant, 3 mélodies ; Le Matin op. 129, et L'Automne, deux chœurs de Camille Saint-Saëns.